# Хиско (1980)
Франсиско Хавьер Муньос Льомпарт (исп. Francisco Javier Muñoz Llompart; род. 5 сентября 1980, Манакор, Балеарские острова), известный как Хиско или Шиско — испанский футболист, левый крайний полузащитник, главный тренер словацкого ДАК 1904. Сыграл в чемпионате Испании более 190 матчей и забил 20 голов. Пять сезонов отыграл за «Реал Бетис», обладатель Кубка УЕФА с «Валенсией».

## Клубная карьера

### «Валенсия»
Хиско родился в Манакоре, Балеарские острова. Получив своё футбольное образование в резервной команде «Валенсии» «Валенсия Месталья», он перешёл на правах аренды в клуб Сегунды «Рекреативо», где забил 10 голов в 39 матчах. Затем Хиско присоединился к «Тенерифе», сыграв за него 28 матчей и забив в них один гол, прежде чем вернулся в «Валенсию», но уже в основную команду.
За три сезона сыграл 44 матча, но забил в них всего 4 гола, зато выиграл с ней чемпионат Испании 2003/04, Кубок УЕФА 2003/04 и Суперкубка УЕФА.

### «Бетис»
В 2005 году 25-летний Хиско перебрался в «Реал Бетис», где отыграл пять сезонов. Регулярным игроком основы он не стал, более того, предпочитал играть «в подыгрыше», организовывая атакующие действия команды. В сезоне 2006/07 он забил всего три гола, в том числе два в матче против «Расинга» и «Химнастика», чем помог своей команде избежать вылета из высшего дивизиона.
В сезоне 2008/09 «Бетис» всё-таки опустился в Сегунду, а Хиско сыграл всего 9 матчей, забив один раз. Это произошло 11 января 2009 года в матче против «Малаги».

### «Леванте»
В последние минуты трансферного окна августа 2009 года Хиско перебрался из Севильи в Валенсию, на этот раз в «Леванте», игравший в Сегунде. В своём первом сезоне забил 8 голов и помог своему клубу выйти в Примеру после двухлетнего отсутствия там.
В сезоне 2010/11 Хиско сыграл 26 игр (18 в стартовом составе), а «Леванте» смог сохранить место в элите испанского футбола. 22 января 2011 года он забил свой единственный гол в сезоне в проигранном 1:4 выездном матче против «Севильи» и в июне был отпущен клубом.
После этого 30-летний Хиско впервые уехал играть за границу, присоединившись к грузинскому «Динамо» Тбилиси. В следующем сезоне «Динамо» выиграло премьер-лигу, а Хиско забил 22 голов, став лучшим бомбардиром чемпионата.
14 декабря 2014 года Хиско вернулся на родину, подписав 18-месячный контракт в «Химнастиком», клубом третьего дивизиона.

## Личная жизнь
Младшим братом Хиско является Тони Муньос, также футболист. Тони провёл один матч за «Мальорку», но подавляющее большинство матчей в карьере провёл в низших лигах Испании.

## Достижения
Командные
«Валенсия»
- Чемпионат Испании по футболу: 2003/04
- Обладатель Кубка УЕФА: 2003/04
- Обладатель Суперкубка УЕФА: 2004

«Динамо» Тбилиси
- Чемпионат Грузии по футболу: 2012/13, 2013/14
- Кубок Грузии по футболу: 2012/13, 2013/14
- Суперкубок Грузии по футболу: 2013/14

Индивидуальные:
- Лучший бомбардир чемпионата Грузии: 2012/13, 2013/14
- Игрок года чемпионата Грузии: 2013/14